# Diłowe
Diłowe (ukr. Ділове, ros. Деловое, rusiń. Требушаны, węg. Terebesfejérpatak, słow. Tribušany Biely Potok, rum. Tribusa Alba) – wieś na Ukrainie w rejonie rachowskim obwodu zakarpackiego.
Znajduje się tu jeden z umownych geograficznych środków Europy oraz przystanek kolejowy Diłowe, położony na linii Delatyn – Diłowe – granica państwa.

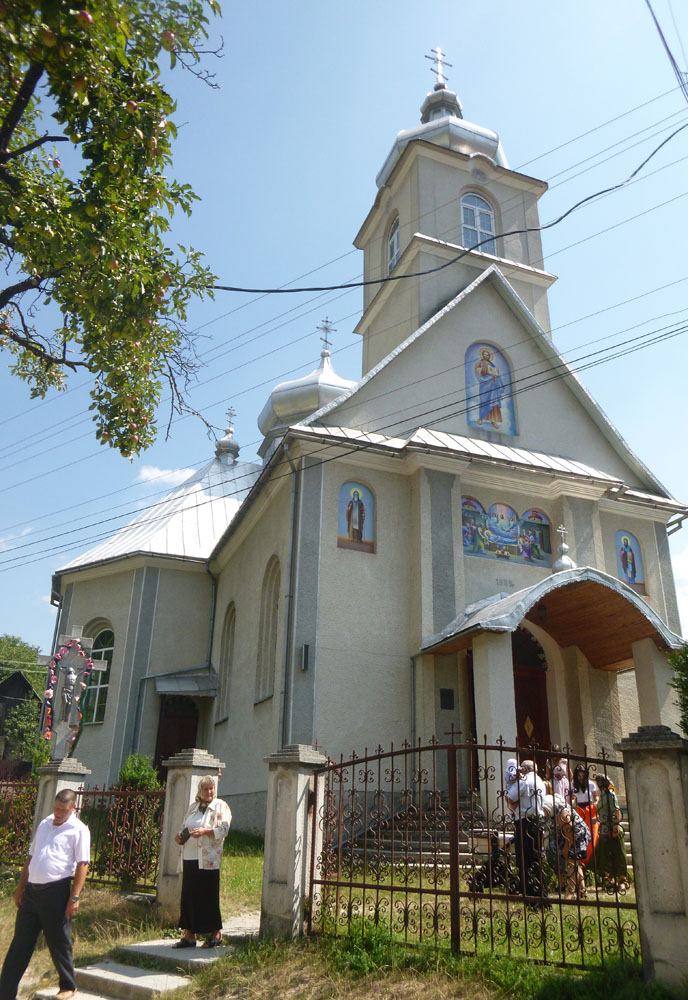
Cerkiew prawosławna
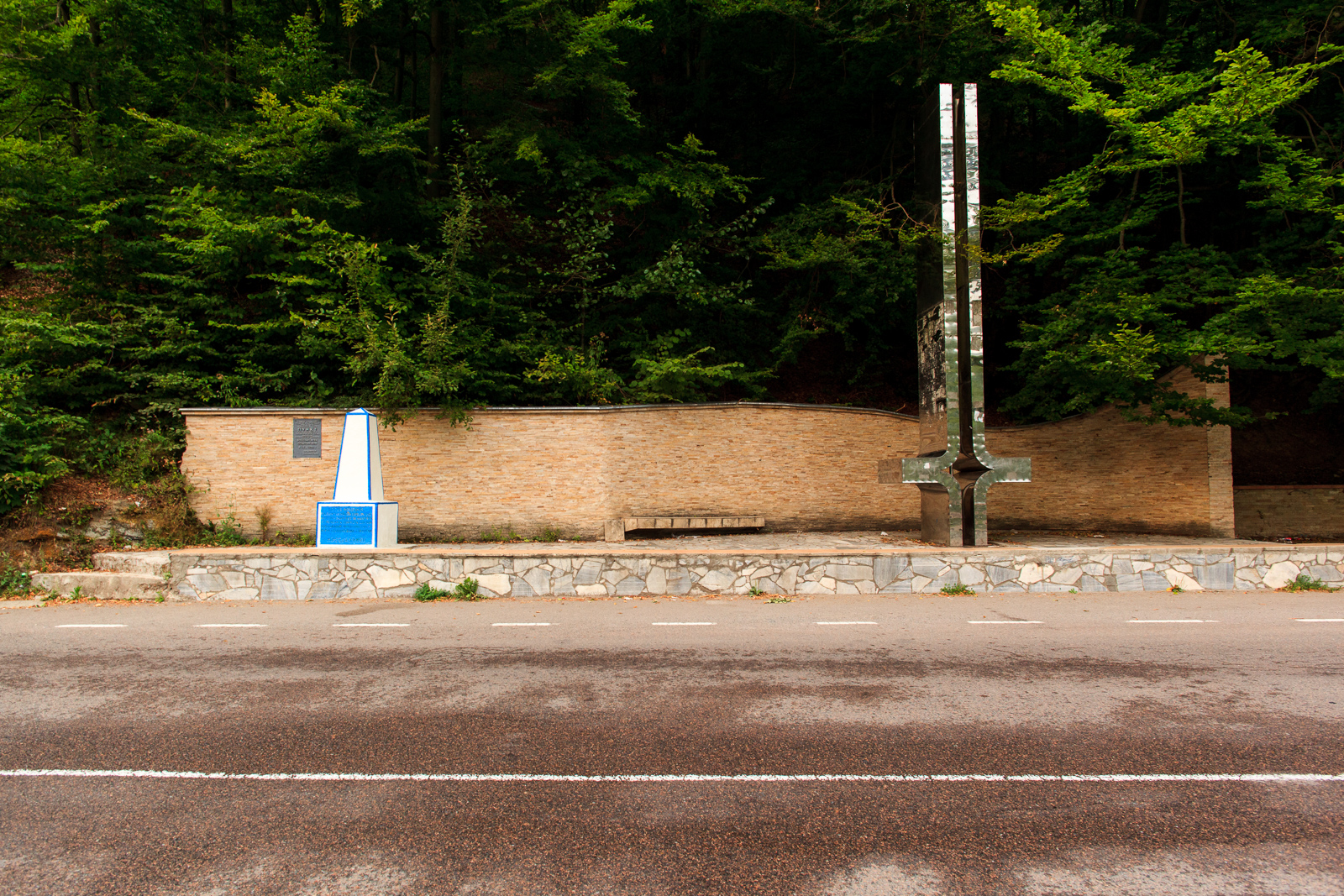
„Geograficzny środek Europy” w miejscowości Diłowe